# Perrin (Texas)
Perrin es un lugar designado por el censo (en inglés, census-designated place, CDP)  ubicado en el condado de Jack, Texas, Estados Unidos. Según el censo de 2020, tiene una población de 346 habitantes.

## Geografía
La localidad está ubicada en las coordenadas 33°2′5″N 98°4′8″O / 33.03472, -98.06889. Según la Oficina del Censo de los Estados Unidos, Perrin tiene una superficie total de 4.15 km², de la cual 4.11 km² corresponden a tierra firme y 0.04 km² son agua.

## Demografía
Según el censo de 2020, hay 346 personas residiendo en Perrin. La densidad de población es de 84.2 hab./km². El 89.60% de los habitantes son blancos, el 2.31% son de otras razas y el 8.09% son de una mezcla de razas. Del total de la población, el 10.12% son hispanos o latinos de cualquier raza.